# Kansas
Il Kansas (AFI: /ˈkansas/; in inglese: , /ˈkænzəs/) è uno Stato federato del Midwest degli Stati Uniti d'America (sigla = KS) e si trova nel centro geografico dell'America settentrionale. La capitale è Topeka, la città più grande Wichita.
Era la patria di molti nativi americani che cacciavano lì il bisonte americano. Lo stato venne colonizzato dagli europei a partire dal 1850. Oggi il Kansas è uno degli stati agricoli più produttivi.

## Geografia fisica

### Territorio
Il Kansas confina a nord con lo Stato del Nebraska; a est con il Missouri; a sud con l'Oklahoma; e a ovest con il Colorado. È equidistante dai due oceani. Il centro geodetico dell'America del Nord si trova nella contea di Osborne. Il centro geografico dei 48 stati contigui si trova nella contea di Smith presso la cittadina di Lebanon, e il centro geografico del Kansas si trova nella contea di Barton.
Il Kansas è costituito da 105 contee ed è uno degli stati che fa parte della cosiddetta Frontier Strip, vale a dire quella serie di 6 stati che da nord a sud, dal Dakota del Nord al Texas, formano col loro confine orientale una linea continua che separa idealmente gli Stati Uniti in due: est ed ovest (west).
Il Kansas giace pressoché interamente nella regione delle Grandi Pianure risultando perciò pianeggiante, al più, leggermente ondulato. Di fatto però, passando da est ad ovest, benché si raggiunga in maniera graduale, il dislivello che si supera non è affatto trascurabile se si pensa che dai 208 m s.l.m. della contea di Montgomery si passa ai 1.232 m del Monte Sunflower nella contea di Wallace, vicino alla città di Boulder (Colorado).

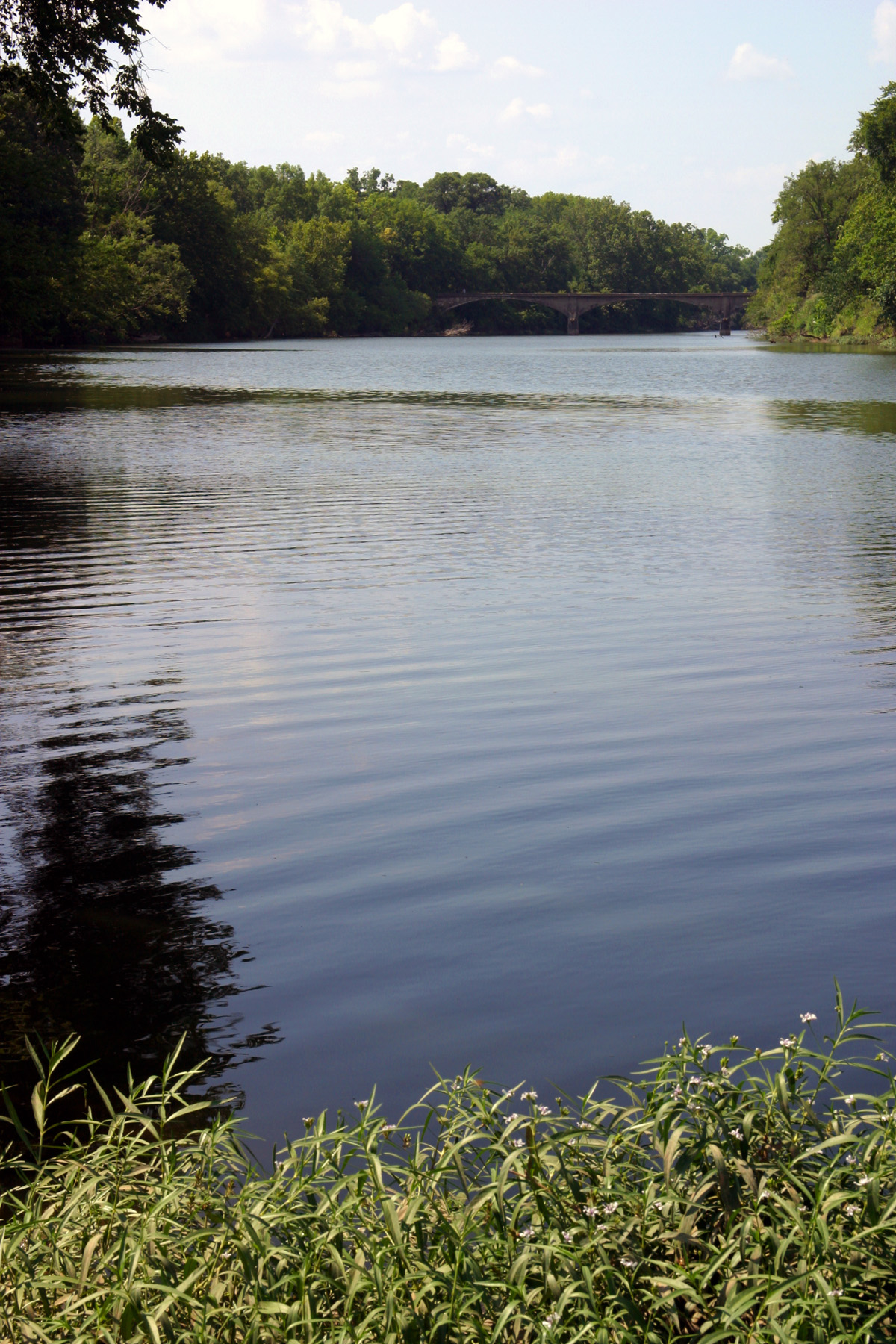
Lo Spring River nell'estremo sud-est del Kansas

Il fiume Missouri segna il confine nord-est dello Stato per circa 120 km. Il fiume Kansas che nasce dall'unione dei fiumi Smoky Hill e Republican, si unisce al Missouri presso Kansas City dopo una corsa di 274 km nel nord-est dello Stato. Il fiume Arkansas nasce nello Stato del Colorado e attraversa con un percorso tortuoso (800 km) tre quarti dello Stato. Con una fitta rete di affluenti (tra i quali il Little Arkansas, il Cimarron, il Verdigris e il Neosho) ha un bacino idrografico che raccoglie le acque di tutta la metà meridionale dello Stato.

### Clima
Il Kansas ha tre tipi di clima molto diversi secondo la classificazione climatica di Köppen: continentale umido, semiarido e subtropicale umido.
I due terzi orientali dello Stato hanno un clima umido continentale o semi-continentale con inverni piuttosto rigidi ed estati calde e molto afose. La maggior parte delle precipitazioni ha luogo in estate e in primavera.
Il terzo occidentale dello Stato ha un clima semi arido. Le estati sono calde, spesso molto calde e alternano lunghi periodi di tempo asciutto e soleggiato a brevi transiti perturbati, spesso caratterizzati da violente manifestazioni temporalesche. Gli inverni sono invece rigidi, con minime notturne molto basse ed ampia escursione termica giornaliera, il cielo in genere è terso e luminoso per gran parte della stagione fredda. La regione è semi arida e in un anno in media cadono solo 400 mm di precipitazioni.
Le regioni meridionali e sud-orientali dello Stato hanno un clima subtropicale umido, con estati lunghe e molto calde e inverni brevi e moderatamente freddi, anche se comunque meno rigidi che nel Nord dello Stato (l'isoterma dei +2 °C in gennaio lambisce il confine meridionale con l'Oklahoma); le precipitazioni in quest'area sono inoltre più elevate che nei territori settentrionali e occidentali.
Il Kansas è il decimo stato più soleggiato degli USA: in particolare, il Kansas occidentale è soleggiato quanto il Texas. Ciononostante il Kansas è oggetto, specie in primavera, di frequenti e violenti temporali, mentre in media sono 50 i tornado che colpiscono il Kansas in un anno.

## Origini del nome
Il nome Kansas deriva dalla parola siouan Kansa, che significa "popolo del vento del sud".

## Storia
Abitato da molte tribù di nativi americani di ceppo Sioux, cominciò ad essere frequentato per tutto il XVIII secolo da mercanti francesi, entrando a far parte della Louisiana. Fu, quindi, acquistato dagli Stati Uniti con la cessione francese del 1803, eccetto l'estremo lembo di sud-ovest (ad est del 100º meridiano e sud del fiume Arkansas) che apparteneva ancora all'impero coloniale spagnolo e facente parte del Texas fino al 1850. Data l'alta concentrazione di nazioni indiane sul territorio (Kansas, Pawnee, Cherokee, Ottawa ed altre tribù ancora, cacciate dalle terre ad est del Mississippi) dal 1830 fino al 1854 fu identificato come "Territorio indiano".
Dopo i primi avamposti europei di Fort Leavenworth, Fort Scott e Fort Ribey per controllare le popolazioni indigene, dal 1850 con l'arrivo dei coloni americani divenne teatro di sanguinose guerre indiane. Costituito come territorio autonomo, entrò nell'Unione come 34º stato il 29 gennaio 1861. Fu il principale centro antischiavista del West.
Lo stato del Kansas fu noto alle cronache anche per gli avvenimenti riguardanti la famiglia Bender composta da coloni, forse di origine tedesca, trapiantati in un territorio a sud-est dello stato. Ai Bender furono attribuiti una serie di efferati omicidi scoperti dopo la loro fuga.
Il Kansas è anche noto per la cittadina di Coffeyville, in cui il notevole sviluppo si deve alla produzione di componenti del sistema di puntamento Norden con cui giocò un ruolo fondamentale nella seconda guerra mondiale, oltre che ad un episodio storico, nonché la strage della Banda Dalton avvenuta il 5 ottobre 1892.

## Ramo giudiziario e criminalità
Il governo del Kansas è costituito da tre rami: il ramo legislativo che promulga le leggi; l'esecutivo che garantisce l'applicazione delle leggi; e il ramo giudiziario che interpreta e applica le leggi. Tutti i tribunali dello Stato del Kansas sono uniti nel ramo giudiziario, esercitano diversi poteri giudiziari e includono la Corte Suprema, la Corte d'Appello, i tribunali distrettuali e i tribunali comunali.
L'Ufficio Investigativo del Kansas (KBI) ha dichiarato che il numero totale di crimini denunciati dal 2018 al 2019 sono diminuiti circa il 5,5% rispetto alla media degli ultimi 10 anni.

### Contee

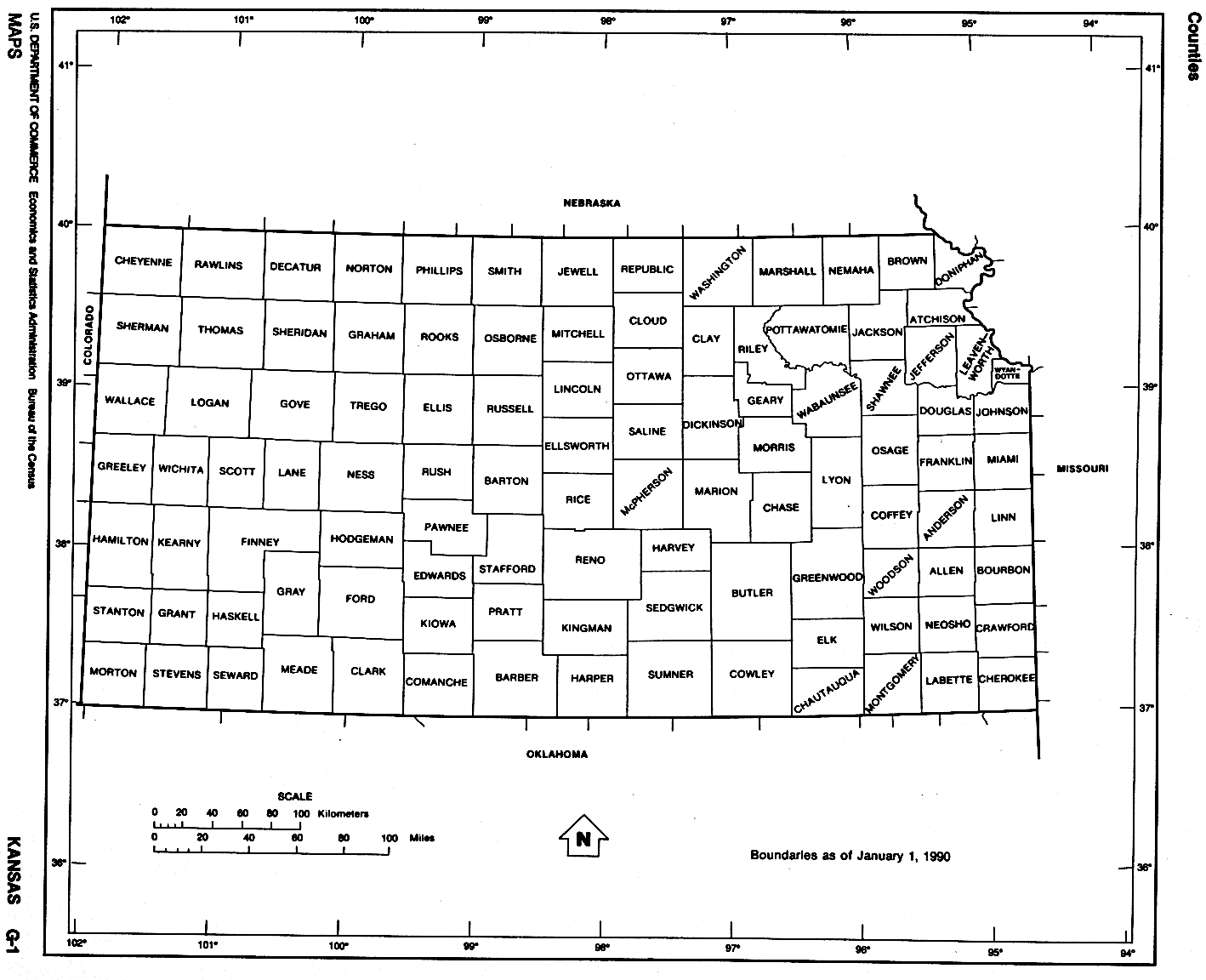

## Società

### Città
La città più popolata è Wichita. Delle prime dieci città per popolazione dello Stato, ben 5 (Overland Park, Kansas City, Olathe, Shawnee e Lenexa) fanno parte dell'area metropolitana di Kansas City, al confine con il Missouri, nella parte nord-orientale dello Stato.
Da una stima del 2018 queste sono le prime 10 città per numero di abitanti:
1. Wichita, 389.255
2. Overland Park, 192.536
3. Kansas City, 152.958
4. Olathe, 139.605
5. Topeka, 125.904
6. Lawrence, 97.256
7. Shawnee, 65.845
8. Lenexa, 55.294
9. Manhattan, 54.959
10. Salina, 46.716

### Istituzioni, enti e associazioni
Nel Kansas ci sono due parlamenti, il Senato del Kansas e la Camera dei rappresentanti del Kansas. Il Senato è composto di 40 membri, la Camera di 125.

### Religione
- Cristiani: 77%
  - Protestanti: 57%
  - Cattolici: 18%
  - Mormoni: 1%
  - Testimoni di Geova: 1%
- Fedi non cristiane: 4%
- Atei o agnostici: 19%